# Carmen Piqueras
Carmen Piqueras Hernández más conocida como Carmen Piqueras (Murcia, 1963) es una escritora y poetisa española, ganadora del primer Premio de Poesía "Dionisia García" de la Universidad de Murcia y actual colaboradora de diversos medios de comunicación.

## Biografía
En el año 2000, Carmen Piqueras ganó el primer Premio de Poesía "Dionisia García" de la Universidad de Murcia con su libro Oficios de Derrota. En 2014 publicó su segundo libro Nación del sueño, y en 2017 su tercer libro 20 películas de amor y una canción de  John Lennon, ambos de la mano de la editorial murciana Raspabook.
Piqueras ha colaborado con diversos periódicos publicando artículos semanales y en varias revistas culturales y literarias como Hache y en antologías políticas como Tributo a Serrat. 

## Obras
- Oficios de Derrota (año 2000). ISBN 9788483712795.
- Nación del sueño (año 2014). ISBN 9788494137228.[3]
- Veinte películas de amor y una canción de John Lennon (año 2017)  
  - ISBN: 9788494630774